# Tomichia tristis
Tomichia tristis е вид коремоного от семейство Pomatiopsidae. Видът е критично застрашен от изчезване.

## Разпространение
Разпространен е в Южна Африка (Източен Кейп).